# Adriana (catamarano)
L'HSC Adriana è un catamarano di proprietà della compagnia croata Jadrolinija. Viene impiegato sulla linea Spalato - Lesina - Vallegrande - Lagosta.
Ha una capacità di 325 persone e la cabina è dotata di aria condizionata.
Il catamarano è stato costruito nel 1992 e venne chiamato Perdana Express per dei clienti di Penang. Questo è stato il nome della nave fino al 1998, quando fu venduto alla Jadrolinija e rinominato Adriana.